# (12341) Calevoet
(12341) Calevoet est un astéroïde de la ceinture principale.

## Description
(12341) Calevoet est un astéroïde de la ceinture principale. Il fut découvert le 27 janvier 1993 à Caussols par Eric Walter Elst. Il présente une orbite caractérisée par un demi-grand axe de 2,38 UA, une excentricité de 0,22 et une inclinaison de 3,2° par rapport à l'écliptique.

## Compléments